# Ischnarctia brunnescens
Ischnarctia brunnescens là một loài bướm đêm thuộc phân họ Arctiinae, họ Erebidae.